# 동방 정교회

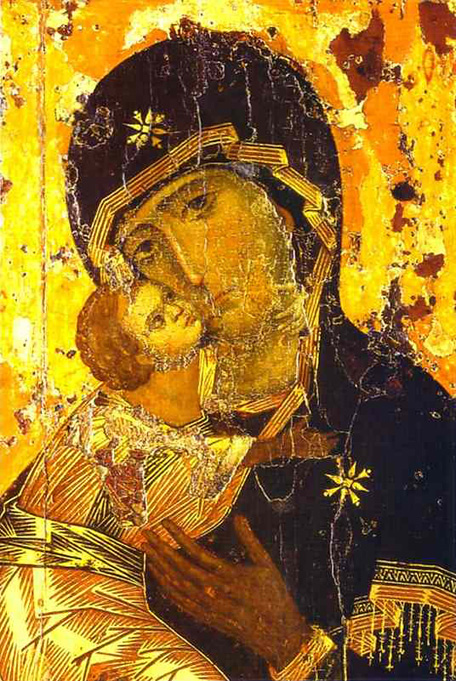
러시아 블라디미르의 성모 이콘

동방 정교회(東方正敎會, 그리스어: Ανατολική Ορθόδοξη Εκκλησία, 영어: Eastern Orthodox Church)는 기독교 교단 중 세계에서 두 번째로 교세가 큰 기독교 교단으로 약 2억 5천만 명 이상의 신자가 있다. 정교회는 (아나톨리아를 포함한) 그리스와 동유럽, 러시아, 캅카스, 근동의 역사와 문화에서 중요한 역할을 수행해 왔다. 정교회 또는 보편되고 사도적인 정교회(그리스어: Ορθόδοξη Καθολική και Αποστολική Εκκλησία)라고도 불린다. 동방 정교회에는 전통적 공교회주의를 따라 지역과 국가간의 연합체 형태의 구조이며, 중요한 의결 사항은 공동회의를 통해 의사 결정을 내린다. 콘스탄티노폴리스 세계 총대주교가 모든 정교회 주교들 사이에서 '동등한 가운데 첫 번째(그리스어: Πρώτος μεταξύ ίσων, 라틴어: Primus inter pares)'로 인정받아 공동회의 의장으로 있으며, 1054년 교회 대분열 이후 콘스탄티노폴리스 교회가 정교회의 중심지라 할 수 있다.
동방 정교회 신학은 니케아 콘스탄티노폴리스 신경에 바탕을 두고 있으며, 7번의 보편 공의회의 결정사항이 주된 기준이 된다. 동방 정교회는 스스로 예수 그리스도의 지상 명령에 따라 세워진 하나이고, 거룩하고, 보편되며, 사도로부터 이어오는 교회를 자처하며, 동방 정교회의 주교들은 사도들의 후계자들이라고 가르친다. 동방 정교회는 성전(거룩한 전승)에 따라 전승된 초기 기독교 신앙을 실천하고 있다고 주장한다. 동방 정교회의 교회 조직은 크게 총대주교청과 독립 교회, 자치 교회로 구성되어 있다. 동방 정교회는 세례성사, 견진성사, 성체성혈성사, 고백성사, 신품성사, 결혼성사, 성유성사 등 일곱 성사를 인정하고 있으며, 이들 성사 중에서 성체성혈성사는 ‘성사 중의 성사’이자 성찬예배(聖餐禮拜, 거룩한 리투르기아)로서 특별한 위치를 차지하고 있다.
동방 정교회는 공교회 전통을 지닌 동방 교회 전통의 기독교 교회였으나 특히 로마교회의 수위권을 둘러싼 교리적 분쟁으로 1054년 교회 대분열로 보편교회의 5개 교회 지역 중 로마교회, 현재의 서방교회가 분리되었다. 또한 보편교회 시절 451년 칼케돈 공의회 때에는 그리스도론에 대한 이견으로 인하여 오리엔트 정교회와 분열하였다.

## 개요

### 동서 대분열
동방 정교회는 1세기 초대 교회까지 소급되는 교회로 여기며, 로마제국 시절부터 형성된 교구, 즉 5개 교회(총대주교)를 중심으로 구성되어 시작되었다. 그리고 예루살렘을 시작으로 안티오키아, 알렉산드리아, 콘스탄티노폴리스, 로마 등 5개 지역을 중심으로 선교 활동을 전개하였다. 313년 기독교 공인 이후 천도한 로마 수도인 콘스탄티노폴리스를 중심으로 이들은 하나의 유기적인 기독교 공동체를 형성하면서 세계 공의회를 통해 그리스도교의 기초가 되는 교리와 전례를 공식으로 제정하고 완성함으로써 하나의 교회로 유지되었다. 그러나 1054년 하나의 교회에서 동방교회와 서방교회가 분열하여 콘스탄티노폴리스를 중심으로 한 네 개의 교회 연합으로 분열되었다.

### 사도적 전승
동방 정교회가 주장하는 초대 사도전승(使徒傳承)에 따르면(실제로는 4세기 이전 로마 제국하의 구분) 4개 총대주교좌(로마, 예루살렘, 안티오키아, 알렉산드리아)가 있었고, 로마 제국의 콘스탄티노폴리스 천도 이후에는 예루살렘, 안티오키아, 로마, 알렉산드리아 그리고 수도인 콘스탄티노폴리스에 총대주교좌가 성립되었다.
현재는 이 다섯 총대주교좌 가운데 네 개인 콘스탄티노폴리스, 예루살렘, 알렉산드리아, 안티오키아는 정교회가, 로마만을 로마 가톨릭교회가 점유한다.
동방 정교회는 이 다섯 총대주교좌가 동등하다고 본다. 역사적으로 교황이 있는 로마 교회는 기독교 공인 이전이나 이후에도 세속 권력이 아닌 종교적 사안들에 관해 실질적으로 어느 정도 우위를 지녔었기에 천주교회는 이에 대한 수위권을 주장한다. 그러나 제1차 콘스탄티노폴리스 공의회 이후 로마제국의 수도인 콘스탄티노폴리스의 중요성이 당시 5개 연합체인 공교회에서 점차 높아졌으며, 5개의 교회 중에서 4개 지역 교회들은 콘스탄티노폴리스에서 진행한 회의의 결과를 따랐다.
8세기 성상숭배 금지령 문제와 9세기 후엽 포티오스 분쟁은 콘스탄티노폴리스의 결정이 당시 모든 교회 안에서 매우 중요해졌고. 마침내 11세기 무렵에 로마교회의 이탈이 발생했다. 흔히 교회의 대분열의 신호탄인 1054년의 미하일 키룰라리오스 사건은 분열의 기준 시점일 뿐이고, 동·서 교회가 상호파문한 4개의 교회 연합과 로마교회의 갈등이 극대화한 사건으로 총대주교간의 갈등이었으나 지역 교회들은 그 후로도 양 교회는 교류를 지속했다. 완전히 교류가 사라진 분열은 15세기에 이뤄진다.
실제적인 분열의 계기는 1204년의 제4차 십자군 원정이다. 이 원정 때 로마교회 소속 군대가 이슬람 국가가 아닌, 정교회 국가에서 약탈과 방화를 저지른 사건이다. 제4차 십자군은 일반 건물의 약탈에서 더 나가, 정교회 성당의 제단 장식, 십자가와 성상, 성인들의 유해 같은 성물까지 약탈하기도 했다. 이로 인해 생겨난 정교회의 반(反)로마 감정과 15세기 피렌체에서 열린 공의회에서 이루어진 동-서 교회의 합의를 동방교회 평신도들이 격렬히 거부하게 하였고, 마침내 15세기 중엽 동로마 제국 패망 후 오스만 제국 치하로 넘어가면서, 마침내 영구적으로 동서 교회가 나뉘는 결과를 낳았다.
동방 정교회의 구성 구조는 콘스탄티노폴리스를 중심으로 하는 연합체 조직으로 구성되었다. 그리스 정교회, 러시아 정교회처럼 국가별 또는 민족별로 각각 별도의 교회구조가 갖추어져 있으며, 각 지역의 교회는 나라를 주된 단위로서 신앙과 정신과 전통을 공유하여 서로 독립성과 자주성을 인정하면서 느슨한 연합 관계를 유지한다.
각 교회의 총대주교 중에서 콘스탄티노폴리스 세계총대주교가 명예상의 대표이며, ‘세계총대주교’로 불린다. 정교회 전체는 콘스탄티누폴리스 총대주교를 명예상 대표로, 공동회의의 의장으로 존경하면서, 각 지방의 정교회 주교를 중심으로 연대를 유지하고 있다.
동방 정교회는 주로 동유럽과 아시아 북부지역 (주로 시베리아, 중앙아시아)에 퍼져 있으며, 그리스, 러시아, 우크라이나, 벨라루스, 몰도바, 세르비아, 몬테네그로, 루마니아, 불가리아, 조지아, 북마케도니아, 키프로스가 정교회 국가이다.
동방 정교회도 다른 기독교 종파처럼 중동과 아프리카(이집트, 에티오피아 등 주로 북아프리카)에도 교회가 있으며, 미국, 캐나다, 오스트레일리아, 뉴질랜드, 중국, 대한민국, 일본 등에 정교회를 전파하고 있다.

## 교리와 교회의 특징
동방 정교회는 정통 가톨릭(보편) 교회(Orthodox Catholic Church)라는 고유의 정체성을 갖고 있으며, 니케아-콘스탄티노폴리스 신경에 따른 교회의 네 가지 속성을 내세우고 있다.

### 신조와 성서
동방 정교회는 성서와 일곱 번의 공의회를 통해 확립된 교회 규범(Canon) 등을 포함한 거룩한 전승(Sacred Tradition)을 신앙의 기준으로 삼고 있으며, 니케아-콘스탄티노폴리스 신경(신앙의 신조)을 신앙고백의 기준으로 삼는다. 구약성서와 신약성서를 정경으로 채택하고 있으나, 경전(성서)의 궁극적인 권위는 '교회의 선택을 받은 문헌'이기 때문에 순전히 교회로부터 나온다는 입장을 가지고 있다.

### 필리오케 문제
동방 정교회는 제1차 니케아 공의회에서 확정된 삼위일체를 공통된 신학의 기초로 삼는다. 정교회의 중심 언어인 헬라어로 작성된 니케아-콘스탄티노폴리스 신경에는 해당 단어가 없으며, 라틴어 번역의 오류를 인정하고 이미 8세기 로마총대주교가 헬라어 원문을 따른다고 확인하고 로마교회의 라틴어 번역문에서 수정하기로 했던 사항을 11세기 무렵부터 천주교회가 공교회(보편교회)인 5교회 연합체에서 이탈하기 위해서 재사용하였다.

### 성화상
동방 정교회에서는 2차원적인 그림인 이콘 즉, 이콘에 묘사된 삼위일체 하느님이나 성모 마리아, 여러 성인들에 대한 공경을 인정한다. 그러나 성상에 대해서는 매우 엄격하여 성상 제작은 매우 제한적으로 허용되며, 예수 그리스도의 십자가 성상을 제외한 성상 제작은 금기에 가깝다.

### 성사
7가지 성사(세례, 견진, 결혼, 고백, 신품, 성유, 성체성혈)를 집전한다.
동방 정교회의 성찬예배는 양형으로 성체와 성혈을 동시에 영하는 것을 기본으로 한다. 성찬 시에 빵과 포도주를 함께 나누는 예배로서 ‘성체성혈성사’라는 표현을 사용하여 강조한다.

### 성모 마리아 공경
성자 예수님의 어머니
성모 마리아에 대해서는 니케아-콘스탄티노폴리스 신경의 내용에 따라 삼위일체에 따른 '주님의 어머니'인 테오토코스로 인정한다. 테오토모고스의 마리아는 그리스도가 육신을 입은 하느님이심을 강조하는 표현이다.
마리아의 원죄 교리 없음
성모 마리아에 대한 교리는 테오토코스만 있으므로, 마리아의 원죄 감면에 대한 교리는 없다. 공식적인 교리문답에서는 안나의 태중이 아닌 성모 영보 이후에 성모 마리아의 원죄 없음에 대한 전승을 다루기는 하지만 참고사항일 뿐, 교리적으로 인정하지 않는다.
평생 동정
그리스도를 낳기 전과 후에도 항상 처녀로 살았으므로, 평생 동정녀로 인정한다.
성모 안식
8월 15일을 성모 안식 축일로 기념하나, 성모 마리아는 단지 존경할 성인으로서 생과 사를 지닌 인간으로 본다. 승천과 같은 전승을 받아들이지 않으며 성모 안식에 대해서 '안식'이라는 입장이다.

### 성직
성직
성직은 주교, 일반 사제, 보제(부제)로 구분한다. 기혼자와 독신 구별 없이 성직자가 될 수 있다. 다만, 주교직은 독신자 사제 중에서만 선출하여 대체로 독신 수도원 사제가 주교가 된다.
주교
정교회의 교의 협의 권한은 연합체의 공동 회의인 공의회이므로 절대적인 개인인 교종이 있을 수 없다. 따라서 비록 이탈하였지만 로마교회에는 총대주교가 있을 뿐이라고 본다.
사도전승
12명의 사도를 통한 사도전승을 계승한다고 주장한다.

## 동방 정교회 전례

### 성무일과
동방 정교회에서 하루는 해가 질 무렵부터 성무일과(聖務日課)를 시작한다. 정교회 성무일과는 만과를 시작으로 석후과, 심야과, 조과(아침기도), 1시과, 3시과, 6시과, 9시과가 있다.

### 예배양식(Rite, 전례)
정교회의 성찬예배(聖餐禮拜, The Euchairist)는 초대교회(고대 기독교 교회)의 전례에 따라, 말씀전례와 성찬전례가 균형을 이루는 전례를 갖고 있다. 원래 정교회의 모태가 되었던 동방교회에서는 지역별로 다양한 전례들이 즉, 예배양식이 존재하였으나(예를 들면 알렉산드리아 전례, 시리아 전례, 칼데아 전례 등) 현재 지역별 전례는 오리엔트 정교회에서 주로 쓰이며 정교회에서는 차츰 비잔틴 전례로 통합되어갔다. 현재 정교회에서 쓰는 전례문서는 총 4가지 종류가 있다.
- 성 요한 크리소스토모스 성찬예배: 가장 많이 이루어지는 성찬예배로 보통의 주일이나 평일에 이루어진다.
- 성 대 바실리오스 성찬예배: 성 요한 크리소스톰의 성찬예배와 그 구조가 거의 비슷하나 사제의 기도문 등이 약간 길다. 특별한 축일에 주로 사용하며 1년에 10번 행해진다.
- 성 사도 야고보 성찬예배: 예루살렘 총대교구에서 주로 실시하며, 예루살렘 교회의 수장이었던 성 야고보 축일과 성탄절 다음날에 거행된다.
- 미리 축성된 성찬예배: 정교회 전례는 부활의 기쁨을 경축하기 위한 의미가 강하다. 때문에 참회와 슬픔의 기간인 사순절과 성 대주간에는 이를 행하기가 힘들어 전 주 토요일이나 주일에 미리 축성된 면병과 포도주로 성찬예배를 행하며, 만과와 같이 치러진다.

한국어로 소개된 정교회 예전해설문서로는 우선 정교회 한국대교구가 번역한 성 요한 크리소스톰의 성찬예배서와 성 대 바실리오스의 성찬예배서가 있으며 아메리카 정교회 사제 알렉산더 슈메만 신부(1921년-1983년)가 쓴 《세상에 생명을 주는 예배》(원제:for the Life of the World, 알렉산더 슈메만 저, 이종태 역, 복있는 사람)이 있다. 알렉산더 신부는 이 책에서 정교회의 성찬예배(The Eucharist), 7가지 성사(세례, 고해성사, 견진성사, 결혼성사, 고해성사, 조병성사, 성체성혈성사 등), 교회력을 알려주고 있다.

## 연혁
초기 기독교는 고대 로마 제국의 담당 구역을 기초로 4세기 무렵부터 5개의 총대주교좌(로마, 콘스탄티누폴리스, 안티오키아, 알렉산드리아, 예루살렘)로 나뉘어 있었다. 이 중 로마를 제외한 네 교회가 정교회에서 가장 오래된 교회로 현재까지 남아 있다. 현재 가장 신도 수가 가장 많은 곳은 러시아 정교회이며, 루마니아 정교회가 뒤를 잇고 있다.

### 로마 제국의 국교
313년, 로마 제국은 밀라노 칙령으로 기독교 신앙을 공인하였다. 기독교는 한발 더 나아가 국교가 되어 다신교 신앙이었던 로마 제국을 새롭게 바꾸었다.
기독교를 공인한 후, 로마 제국은 콘스탄티노폴리스로 천도하였고, 국내의 안정과 일체성의 기반으로서의 종교의 역할을 중시하여 교회를 감싸는 데 그치지 않고, 교회의 인사나 교리에 직접 간섭하는 경우가 많았다. 제국 분리 후의 동로마 제국도 이 정책을 답습했다. 한편, 서로마 제국은 멸망하여 모든 로마문명은 동로마제국으로 이동하였다. 그 후 서구 세계를 지배한 게르만족은 모두 다 기독교를 믿지는 않았기 때문에, 서방의 라틴 교회는 국가의 비호를 거의 기대할 수가 없게 되었다. 서로마 제국이 멸망한 후, 서방 세계에도 명목상은 동로마 제국의 주권이 미치고 있었지만, 실제로 통치권이 미치는 경우는 보기 드물었다. 이 때문에 서로마 제국이 멸망한 후, 당시 서방교회의 우두머리인 로마교회가 서방 세계 행정권을 인준하는 기관으로 변화하였다. 그러면서 로마와 콘스탄티노플 총대주교 사이의 위상을 둘러싼 암묵적 경쟁이 가열되었으며, 이는 향후 동서 교회의 대분열을 예고하는 비극의 단초가 되었다. 
초대 교회 시절에는 가끔 교리에 관한 논쟁이 일어나 역대 황제들은 그때마다 회의를 소집하여 한쪽을 정통으로 인정하고 다른 한쪽을 배제하거나 혹은 두 세력의 융화를 도모하기도 하였다. 전 교회가 소집되는 회의를 공의회라고 하며, 그 결정은 전 교회에 모두 적용되었다. 한편, 지방에서 행해진 회의는 지방공의회 내지는 교회회의라고 하여, 그 결정은 그 지방에만 적용되었다. 다만, 기본적으로는 교리에 관한 지방공의회의 결정도 다른 지역에도 존중되어 받아들여져 갔다. 그러한 중요한 지방 공의회의 결정으로는, 4세기 카르타고 교회회의에서의 성경의 범위 확정 등이 있다.
5세기에 단성론이 이집트를 중심으로 활발히 전파되어, 알렉산드리아에서는 두 파가 각자 독자적으로 주교를 옹립하는 사태가 벌어졌다. 단성론 문제는 단순한 교리 논쟁의 테두리를 넘어 황제의 측근마저 휘말리는 교회 내의 정쟁으로 발전하여, 이를 수습하려고 451년에 소집된 칼케돈 공의회에서는 단성론을 이단으로 판정하였다. 이때 단성론자들은 자신들을 배척한 양성론자들을 ‘메르키테스(황제파)’라고 불렀다. 이단으로 배제되어 독자적인 교회를 건립한 동방교회를 모두 아울러 반(反)메르키트파라고 부르게 된 것은 여기에서 유래하였다. 안티오키아 교회에서도 단성론 교회가 분립하였다. 이런 어려움 속에서도 정교회는 동로마 제국의 국교로서 코이네 그리스어를 사용하며, 문화, 정치, 경제, 종교적 중심이 되어갔다. 그 상징적 건물이 6세기 콘스탄티누폴리스에 건설된 성 소피아 대성전이다. 오늘날에도 세계 최대급의 크기를 자랑하는 이 성당에는 1453년 동로마 제국 멸망까지 콘스탄티누폴리스 총대주교좌가 있었다.

### 이슬람교의 대두와 성상 파괴 논쟁
7세기에 이슬람교가 성립되면서 안티오키아, 알렉산드리아, 예루살렘의 세 총대주교좌를 포함한 지역은 무슬림의 지배하에 들어갔다. 그리스도인의 신앙은 인정되었지만, 2급 시민의 취급을 받았다. 이로써 기독교권에 남은 총대주교좌는 로마와 콘스탄티누폴리스만이 되어, 동로마 황제의 거처이기도 한 콘스탄티누폴리스 교회의 권위가 더욱 강해졌다.
이슬람교는 예배때 성상을 이용하는 것을 금지했다. 이 때문에 예배때 성상을 이용하는 기독교를 우상 숭배자들이라고 비판했다. 이 비판은 비록 이슬람교에서 시작되었던 것이었지만, 우상 배척은 기독교의 교리에도 있었기 때문에, 소아시아(오늘날의 터키 남부)를 중심으로 일부 신학자들은 교회에서 모든 성상을 치워야 한다는 생각을 하기 시작했다.
8세기에 들어서면서 이 주장은 공공연하게 제기되어, 대규모적인 성상파괴운동으로 발전하였다. 성상파괴주의는 전통적인 성상옹호주의와 충돌했기 때문에 교회를 분열시키는 논쟁을 촉발하였지만, 황제 레온 3세는 성상파괴주의를 지지하여 726년 성상파괴령을 내렸다. 레온 3세와 그의 아들 콘스탄티노스 5세는 2대에 걸쳐 성상 파괴정책을 취하여, 이에 반대하는 자들을 추방 혹은 투옥하거나, 혹은 그 거점인 수도원을 몰수하였다. 수도원은 성상 제작 장소였으며, 성상 배척정책은 이들 수도원에 대한 큰 타격이 되었기 때문에 성상 공경을 실천하거나 장려하는 수도사들이 많았었다. 때로는 성상 파괴 운동이 미치지 않았던 서방교회에 도움을 요청해 서유럽으로 도망간 성직자들도 있었다. 제국의 유럽 지역에서는 성상 파괴 운동을 거의 지지하지 않았고, 수도사나 평신도 등이 광범위한 저항운동을 벌였고 심지어는 반란이 일어난 지방도 있었다. 787년, 여제 이레네는 사태를 수습하고자 공의회를 소집하였다. 공의회에서는 성상 사용 교리를 확인하고, 성상파괴주의를 부정하였다.

### 교회의 대분열
로마 총대주교를 중심으로 하는 로마교회(이후 서방교회)는 8세기에서부터 12세기에 걸쳐 프랑크 왕국을 중심으로 하는 서유럽의 독자적인 발전을 수반하여 동방교회와 점점 사이가 멀어지게 되었다. 로마교회는 정교회에서 연합체 구성원으로 로마 지역에는 원래 자치가 허용되고 있었지만, 800년에 로마 교황이 프랑크 왕 카를대제 혹은 샤를마뉴를 ‘로마 황제’로서 대관식을 치르게 하여, 동로마 제국으로부터의 완전한 정치적 독립을 주장하기에 이르렀다.
동서 교회의 반목은 언어사용에서부터 시작하여 그리스어 영역과 라틴어 영역의 사고 차이로 인해 서방에서 독자적인 교리 발전을 재촉하여, 로마교회의 독자성을 강조하는 교리상 해석 차이로 현저하게 벌어졌다(필리오케 문제 등). 특히 동서교회를 분리시킨 첫단추는 언어이다. 초기시절부터 교회는 고대 유럽과 중동지역의 공용어였던 코이네 그리스어로 쓴 신약 성서를 중심으로 고대그리스어로 예배와 예식, 신학적 개념을 발전시켰다. 하지만 점차 로마를 중심으로 한 서방교회의 라틴어 사용이 강화되면서 고대 그리스어(헬라어) 사용의 동방교회와 의사소통은 점차 더 어렵게 되었다.
1054년, 콘스탄티누폴리스 총대주교와 로마 교황은 로마 교황의 권위 또는 권한이나, 세계총대주교라는 칭호가 의미하는 권위에 대한 차이가 사절 교환 시에 문제가 제기되어, 상호 파문하였다. 이 사건을 교회의 대분열이라고 부른다. 그러나 이때의 상호 파문으로 분열이 결정적이 되었다고 말하기는 어렵고, 동서 교회의 교류가 이 상호 파문 이후로 단절되었다고 생각하는 것은 잘못이다. 이 사건의 도중에 서방교회에서 로마 교황이 선종한 일이나, 동방교회에 대한 파문이 서방교회의 특사인 훔베르트 추기경의 독단적인 면이 강했던 점을 보면, 이 파문이 유효한 것인지 의심스럽다. 정교회 측은 “교황특사 훔베르트와 그 일행만을 파문하였다.”라고 생각해왔다.
오히려 결정적인 분열을 가져온 것은, 1204년의 제4차 십자군 원정 시대라고 봐야 한다. 서방교회 즉 로마교회 소속 십자군의 정교회 국가 침략과 약탈 때문인 것이 현대 전문가들 사이에 유력시되는 학설이며, 지금까지의 교과서적 세계사 이해의 재검토가 필요할 것이다.
그 후, 여러 번 화해의 시도가 있었지만 완전한 교리상의 일치를 보지는 못하였다. 오히려 화해를 위한 대화는 세부적인 면에서 두 교회의 차이를 고정화시키는 것으로 연결되었다. 이러한 대립의 깊이는 두 교회의 정치상 긴장의 깊이를 반영하고 있었다. 그러한 긴장의 원인으로서는 서방 세계의 십자군에 의한 동방 세계의 파괴와 약탈을 들 수 있다. 십자군은 점령지인 팔레스타인, 시리아 등지에 국가를 세우고, 무력으로 교회 기구를 찬탈하여 라틴 전례의 교회를 세웠다. 제1차 십자군은 십자군에 의한 정교회 신도 살해를 시작으로 예루살렘 총대주교가 추방되어 가톨릭교회의 주교가 대신 그 자리를 차지하였다. 1204년의 제4차 십자군은 정교회의 상석 교회가 있는 콘스탄티누폴리스를 함락시켜 약탈과 학살 행위를 저질러, 여기에서도 라틴 전례가 행해졌다. 이러한 천주교 세력에 의한 폭력은 정교신도들 사이에서 천주교에 대한 뿌리 깊은 불신감을 조장하게 되었다.
또, 1453년 동로마 제국이 오스만 제국으로부터 공격받았을 때에는 페라라 및 피렌체 교회회의에서 원군 파견을 결의했으면서도, 사실상 멸망하게 내버려 두기도 하였다. 게다가 동유럽 일대에서 이 교회회의에서 천주교의 교리를 받아들이라는 결정에 따라 정교의 세력권 내에서 교황청의 지배를 받는 우니아 교회(동방 가톨릭교회)가 세워졌다. 이것은 당시의 정교회 측에서 보면, 교회의 분단을 고정화하는 것과 동시에 정교회의 관할권을 부정하는 행위이며, ‘천주교는 대화나 교섭의 대상으로서 적합하지 않다.’라는 인상을 심어주게 되었다. 현재도 러시아 정교회는 로마 교황청과의 대화의 조건으로서 우니아 교회가 정교회 측에 복귀할 것을 요구하고 있다. 가톨릭교회가 대응 종교 개혁의 일환으로서 16세기 이후에 동유럽이나 동지중해 지역에서의 동방 가톨릭교회 설립에 박차를 가한 것도, 한층 더 두 교회의 갈등의 골이 깊어지게 만들었다. 또한, 발트해 연안에서는 개신교의 선교도 더해져, 교회 간의 긴장은 복잡한 양상을 보였다.
이러한 오랜 세월에 걸친 정치적 긴장 상태는 교리상의 대립 이상으로, 동서 교회 일치에 결정적인 타격과 부정적인 작용을 가져왔다. 2003년 로마 교황 요한 바오로 2세의 그리스 방문 때, 십자군의 약탈을 사죄함으로써 정교회 측으로부터 긍정적인 반응을 불러왔지만, 동서 교회 간의 문제는 아직도 산적해 있다. 또한, 상호 파문 상태는 1965년 12월에 파기되어 쌍방이 상호 이해와 화해를 위한 길로 나아가기 위한 출발점이 되었다(단 위에서 말한 것과 같이 상호 파문이 원래 파문으로서 유효한 것이었는지는 의심스러우며, 그 때문에 해결이 비교적 쉬웠다고 말할 수 있다).
그러나 강경파였던 교황 베네딕토 16세는 교황이 되기 전부터 가톨릭 교회의 기독교 세계 주도권을 주장했기 때문에, 동방 정교회 측의 반발을 받았다. 교황 수위권은 독립 자치적인 성격을 띤 정교회로서는 도저히 받아들일 수 있는 성격이 아니므로, 동서 교회의 재통일에는 아직도 극복해야 할 장벽이 많은 것이 현실이다.

### 슬라브 선교

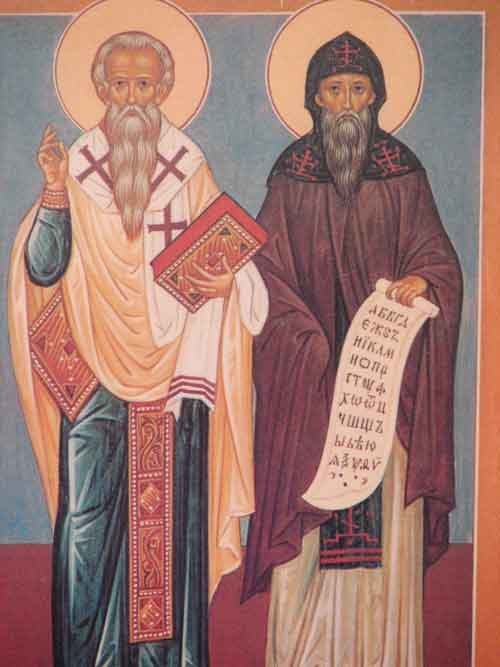
키릴로스와 메토디오스

콘스탄티누폴리스 교회의 선교는 주로 슬라브 민족 지역에서 이루어졌다.
9세기에 동로마 제국의 선교사 키릴로스와 메토디오스 형제는 문자가 없는 언어인 슬라브어를 위해서 문자를 고안해 성서나 기도서를 슬라브어로 번역했다. 그들이 번역한 슬라브어를 교회 슬라브어라고 하여 오늘도 슬라브어권의 교회에서는 이때 번역된 성서와 기도서가 성찬예배를 집전할 때에 사용되고 있다. 또 키릴로스가 고안한 그라고르 문자는 그의 이름을 딴 키릴 문자로 발전해 슬라브 문화의 형성에 크게 이바지하였다.
두 형제와 그 제자들에 의해 모라바, 세르비아에 선교가 이루어졌다. 다만, 모라바에서는 로마 교황청에서 파견된 프랑크족 선교사와 대립하여 추방당하게 되었다.
투르크계 유목민족인 불가르족이 아시아에서 이주하여 7세기 말에 불가리아 제국을 세운 불가리아에서도 870년에 정교회가 건립되었다. 불가리아에서도 슬라브어 전례를 하였다. 원래 수가 적었던 불가르족은 슬라브 민족과 동화하여 11세기 무렵까지 흡수되어 갔다. 루마니아는 고대부터 정교회에 속하고 있었기에 라틴어로부터 발전한 언어가 사용되고 있었지만, 여기에서도 슬라브어 전례로 바뀌었다.
10세기에는 키예프 루스의 대공 블라디미르 1세가 정교회로 개종함과 동시에 국교로 삼으면서 루스 정교회가 성립되었다. 블라디미르 1세의 개종은 오늘날의 러시아, 우크라이나, 벨라루스가 기독교화되는 계기를 마련했다.
후에 몽골 제국이나 오스만 제국과의 대립을 거치면서, 정교회의 신앙과 전례는 슬라브 민족이 민족정 일체성을 자각하고 깊게 만드는 데 있어서 큰 역할을 완수하게 된다.

### 오스만 제국·러시아 제국과 정교회
오스만 제국이 동로마 제국을 잠식하던 시기에 러시아에서는 몽골 제국의 영향력이 강해져 가고, 키예프 루스 대신 모스크바 대공국이 새로운 루스의 중심지로 떠오르고 있었다. 1329년, 루스 대주교좌는 오늘날의 모스크바로 이전했다.
1453년의 콘스탄티누폴리스의 함락 후, 모스크바는 ‘정교회의 마지막 보루’를 자처하였다. 또 1547년 이후, 모스크바 대공은 차르(카이사르)라 자칭하였으며, 수도 모스크바는 ‘제3의 로마’, ‘제3의 예루살렘’이라고 불렸다. 이러한 종교와 결합한 민족의식 고양은 민족의 결속으로 연결되는 한편, 루스인들에게 선민의식과 다른 민족의 영토를 정복하여 세력을 확대하는 것을 정당화시켰다. 1589년, 러시아 정교회는 독립 교회가 되어 모스크바 총대주교좌를 설립함으로써, 콘스탄티누폴리스의 지배에서 벗어났다.
러시아 정교회는 러시아 제국의 국교로 여겨져 천주교 등 다른 종파의 활동이 제한되었다. 반면 표트르 1세 등 황제의 교회 문제에 대한 개입과 통제가 쉬웠다. 표트르 1세는 서구화 정책을 교회에도 적용시켜 북유럽의 개신교 국가의 국교 제도를 모방하는 통제 제도를 도입했다. 1700년에 모스크바 총대주교가 후임자를 정하는 것을 금지하여 황제가 직접 임명하는 성무회원을 설치하였다. 또 1721년에는 총대주교 제도를 폐지해 성무회원이 교회와 수도원을 관리하도록 하였다. 이 체제는 러시아 혁명이 일어나는 1917년까지 유지하였다.
정부의 개입 덕분에 고위 성직자는 물론, 수도원의 폐쇄와 교회 재산의 국유화를 추진할 수 있게 되었다. 프로이센 출신의 예카테리나 2세는 교회에의 통제를 강화하였다. 이 통제 아래에서 러시아 교회는 정신적으로 황폐화되었다는 의견이 있다. 이 황폐의 시기는 18세기 말까지 계속되었으나 ‘필로카리아’를 중심으로 한 정적주의가 수도원을 거점으로 널리 퍼져, 러시아 정교회의 영성은 부흥되었다고 한다.
한편, 오스만 제국은 그리스도인의 신앙의 자유를 인정해 교회 재산을 존중했지만, 포교를 포함한 교회의 활동은 제한되어 신도는 무슬림보다 사회적으로 뒤떨어진 신분에 속해 있었다. 또 제국 영내에서의 신학 교육은 금지되었다. 이 때문에 성직자 양성은 이탈리아, 프랑스, 독일, 네덜란드, 영국 등 서유럽으로 유학을 가서 신학을 배우는 것으로 이루어졌다. 이는 정교회 내에 천주교와 개신교의 영향력을 강하게 만드는 원인이 되었다.
1782년, 그리스에서 성가집 《필로칼리아》가 출판되었다. 제목은 그리스어로 ‘아름다움을 사랑한다.’를 의미하는데, 여기서 말하는 아름다움은 하느님이다. 이 성가집은 정교회의 전통인 신비 사상과 정적주의를 아름답고 알기 쉬운 표현으로 옮겨, 평신도들이 예배 시간에 접할 수 있게 해 주었다. 필로칼리아는 각국의 언어로 번역되어 전 정교회에 퍼져, 정체 상태에 놓여 있던 교회 내에 신앙의 부흥으로 연결되었다. 필로칼리아는 오늘날에도 정교회가 공유하는 정신적 도구로서 세계 각지의 정교회에서 사용되고 있다.
프랑스 혁명 후 유럽의 민족주의 고양은 정교회 세계에도 미쳐, 19세기 중반부터 오스만 제국의 유럽 영내에서 독립운동이 잇따라 일어났다. 여기에 호응하여 교회에서도 오스만 제국의 통제하에 놓인 콘스탄티누폴리스 교회로부터의 독립이 지향되었다. 1833년 그리스 정교회의 독립 선언을 시작으로(콘스탄티누폴리스는 1850년에 승인) 세르비아 정교회(1879년), 루마니아 정교회(1885년), 불가리아 정교회(1860년)가 독립 교회가 되었다.
또 19세기 중반에는 러시아 정교회 내에 선교 운동이 일어났다. 시베리아 중부의 도시 이르쿠츠크를 거점으로 러시아령이 된 시베리아나 알래스카에서 적극적인 포교 활동이 이루어졌다.

### 현대의 정교회

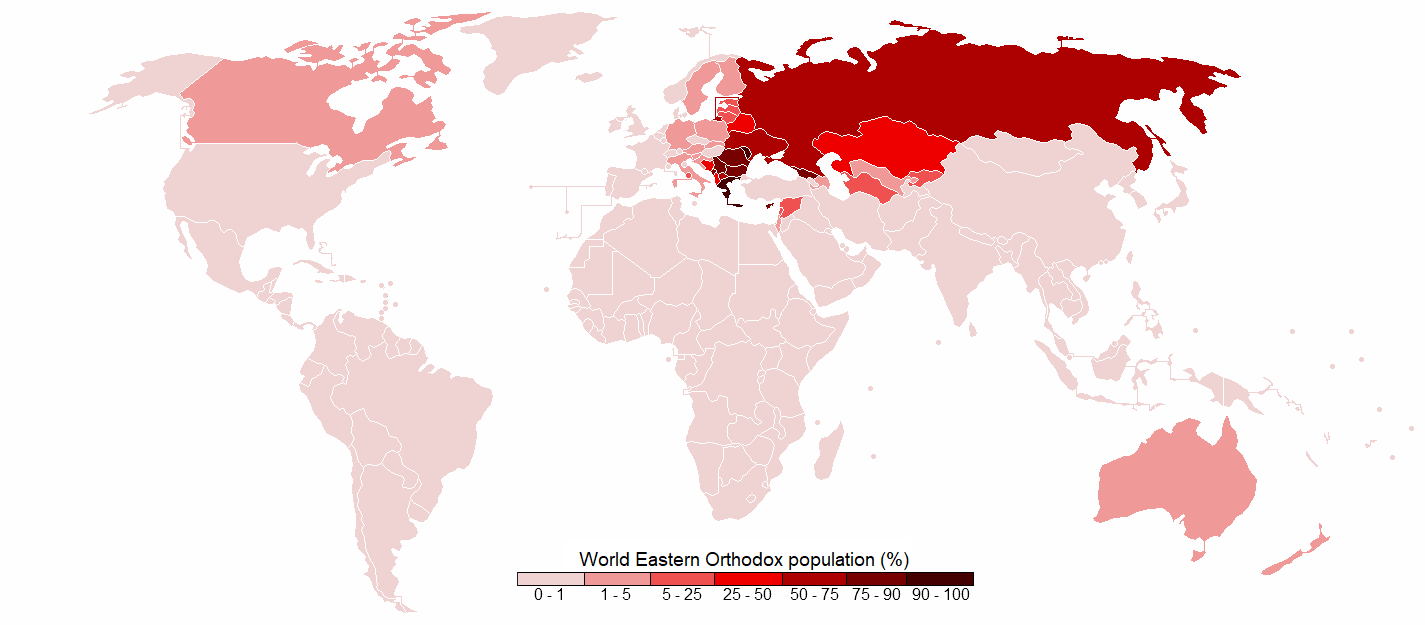
정교도의 인구 분포

현재는 전통적인 4대 총대주교좌 외에 주로 정교회 신도가 많은 나라에서는 독립 교회를, 미국이나 일본과 같이 어느 정도의 신자 수를 보유한 나라에서는 자치 교회를 세울 수 있다. 자치 교회는 특정 독립 교회의 담당과 지도 아래 자치를 한다. 독립 교회 중에서는 고대부터 내려오는 4대 총대주교에 가세하여 러시아, 그루지야, 세르비아, 루마니아, 불가리아의 각 교회의 상석이 총대주교의 지위를 가지고 있다.
정교회는 ‘조직적인 일치’에 있는 것이 아니라, 완전한 자율성을 가진 각 교회가 공통의 신앙과 전통과 영성에 대해 일치된 입장 아래에서, 서로 교회의 자립을 승인한 완만한 연합을 유지하고 있다. 주교마다 서열이 정해져 있지만, 이는 순수하게 명예상의 서열이며, 실질적인 권력과 관계되는 것은 아니다. 콘스탄티누폴리스 총대주교는 전통적으로 세계총대주교라는 칭호를 사용하여, 정교회에서 명예상 가장 높은 주교로서 인정되고 있다. 로마제국 수도가 4세기 로마에서 콘스탄티누폴리스로 천도하였으므로 이렇게 칭하게 되었다. 그러나 정교회에서의 세계총대주교는 연합체인 모든 정교회 위에 중앙집권제처럼 군림하지 아니하고, 협의회 의장이나 의견 조정의 직무를 수행하는 명예직이다.
러시아나 세르비아 등 옛 공산주의 진영에서는 1990년대 공산당 정권의 퇴진 이후, 국가의 통제가 철폐되어 정교회의 활동이 다시 활발하게 진행되고 있다. 특히 세르비아에서는 분쟁이 종식된 후, 병사들을 포함한 청년들이 정교회 신자가 되는 일이 많아지고 있다. 한편, 유고슬라비아에서의 분쟁 과정에서 종교의 차이가 대립으로 전환된 악영향도 부정할 수 없다. 이것은 특히 코소보 등에서 기독교를 믿는 세르비아와 이슬람교를 믿는 코소보 주민 간의 분쟁과 인종학살이라는 심각한 문제를 일으켰다. 또 종교 전반에 대한 규제가 철폐되자 다른 기독교 종파와의 세력 다툼도 보이고 있는데, 정교회의 뿌리가 깊은 러시아에서의 미국 자본의 힘을 빌린 개신교의 대량 공세나 우크라이나 등에서의 동방 가톨릭교회의 활발한 활동을 들 수 있다. 여기에 대해 러시아 정교회의 반발이 심하여 보수화하는 경향을 보이고 있다.
한국에는 1905년 러시아 정교회의 선교활동으로 들어왔고, 한국인 정교회 사제와 신도들도 있으나, 절대다수 한국인에게는 거의 잘 알려지지 않은 교회이다. 이는 러시아와 동유럽 지역이 1990년대 민주화 이전에는 공산당이 통치하는 공산국가들이었기 때문이다. 하지만 2008년 개신교 출판사인 복있는 사람에서 아메리카 정교회 알렉산더 슈메만 신부가 쓴 정교회 예전해설문서를 《세상에 생명을 주는 예배》라는 제목으로 역간하는 등, 정교회에 대한 한국교회의 관심이 높아지고 있다.

## 정교회의 교계제도와 조직

### 민족교회, 국가교회로서의 정교회
정교회에는 흔히 '~정교회'라는 식으로 이름이 붙여진 교단이 많다. 대중적으로 알려진 '그리스 정교회', '러시아 정교회'에서부터 '아르메니아 정교회', '에티오피아 정교회' 등을 그 예로 들 수 있다. 그러나 모든 교회(정교회라고 이름붙인 교단)가 신앙적, 교의적 기준으로 봤을 때 정교회라는 명칭이 합당한 것은 아니다. 정교회는 앞서 언급했듯이 세계 7대 공의회에서 문서화된 신앙고백(Creed)를 그 신앙의 규범으로 삼고 초대교회의 전통과 예전양식을 지켜오는 것을 핵심으로 하고 있다. 따라서 엄밀히 말하자면 단성론 교회인 '시리아 정교회'를 비롯한 오리엔트 정교회(Oritental Orthodox Church)들은 정교회란 명칭을 붙일 수가 없는 것이다.
그러나 정교회라는 용어가 넓게는 동방 지역에 존재하는 기독교 일파를 가리키거나 혹은 민족이나 국가 특유의 기독교를 지칭하는 말로 쓰이는 경우가 많기 때문에 그러한 용어가 사용이 되는 것이라고 할 수 있다.
이는 정교회에서 1국가 1교회 원칙하고도 연결할 수 있는데, 이것은 한 나라에는 정통 정교회 교단이 오직 하나밖에 없다는 것을 의미한다. 앞서 언급한 민족이나 국가 특유의 기독교를 지칭하게 된 이유가 바로 여기에 있다고 할 수 있다. 그러나 미국의 경우는 1국가 1교회 원칙에서 예외적인 경우이다. 그것은 미국에 정교회가 들어가게 된 것은 동유럽 이민자들을 통해서였는데 이 이민자들이 각기 다른 정교회 교단에 소속되어 있었고 교단에서 선교사들을 따로 파견하게 되었기 때문이다. 그래서 미국에는 다양한 정교회 교단들이 존재하며 교세가 큰 주요 교단들로는 미국 그리스 정교회 관구 대교구, 아메리카 정교회(OCA), 안티오키아 정교회 등을 들 수 있으며 이외에도 미국 우크라이나 정교회, 알바니아, 루마니아 이민자들을 위한 정교회도 따로 존재한다.

### 독립교회와 자치교회
정교회는 각 지역별, 국가별, 민족별 교회가 느슨한 연대를 이루어 있는 형태로 조직되어 있다고 앞서 언급되어 있다. 그러나 그렇다고해서 정교회에서 위계와 조직이 전혀없는 것은 아니다. 로마 가톨릭교회처럼 교구, 대교구 등을 갖추고 있고 그에 대한 자치권이 다만 그것이 교황과 같은 단 한 사람에게 집중된 것이 아닌 해당 교구가 소속되어있는 지역, 국가, 민족별 교회에게 있다는 점이 다를 뿐이다. 또한 위계질서가 있다고 해서 로마 가톨릭교회와 같이 절대적인 것은 아니다. 주교이던 대주교이던 아니면 총대주교이던 그것은 어디까지나 편의를 위해서 나눈 것 뿐일 뿐, 모든 주교들은 사도들의 후계자로 그 동등성을 지니고 있다. 이것이 정교회가 주장하는 '사도 위에 사도 없고, 주교 위에 주교 없다.'라는 말이다.
정교회에 소속된 교회들 중 가장 높은 권위를 지닌 것은 14개의 독립교회(獨立敎會)들이다. 14개의 독립교회들은 초대교회와 사도들을 계승하는 고래의 5개의 총대주교좌 중 4개의 총대주교좌와 그와 동등한 권한을 지니는 10개의 교회로 이루어져있다. 고래의 4총대주교좌와 10개의 교회의 수장은 대주교, 관구장주교 혹은 총대주교 등으로 이 교회는 자신들만의 지역공의회를 소집할 권한을 가지며 교회의 수장을 스스로 뽑을 수도 있어 또한 완전한 자치를 이루는 교회들이다.

#### 초대교회(고대교회)로부터 이어온 4개 총대주교좌
- 콘스탄티누폴리스 총대주교청: 현 수장은 콘스탄티누폴리스 대주교 겸 세계총대주교인 바르톨로메오스 1세 총대주교이다.

- 알렉산드리아 총대주교청: 현 수장은 알렉산드리아 및 전 아프리카 교황 겸 총대주교인 테오도로스 2세 교황이다.

- 안티오키아 총대주교청: 현 수장은 안티오키아 및 전 중근동 총대주교인 이그나티오스 4세 하심 총대주교이다.

- 예루살렘 총대주교청: 현 수장은 성도 예루살렘 및 전 팔레스타인의 총대주교인 테오필로스 3세 총대주교이다.

#### 10개의 독립교회
- 그리스 정교회: 수장은 아테네 및 전 그리스 대주교이며 현 수장은 이에로니모스 2세 대주교이다.

- 러시아 정교회: 수장은 모스크바 및 전 루스 총대주교이며 현 수장은 키릴 총대주교이다.

- 우크라이나 정교회: 키이우 및 전 우크라이나의 관구장주교를 수장으로 하는 독립 정교회이다. 현 수장은 에피파니 두멘코이다. 우크라이나 교회는 현재 콘스탄티노폴리스 세계총대주교로부터 독립교회 위치를 인정하는 토모스를 수여받은 독립정교회와 모스크바 총대주교청 산하 키예프 관구로 분열 상태이다.

- 조지아 정교회: 수장은 전 조지아 보편총대주교 겸 트빌리시와 므츠헤타 대주교이다. 현 수장은 일리아 2세 총대주교이다. 특별히 조지아 교회의 수장은 카톨리코스(Catholicos), 즉 보편총대주교라는 명칭으로 불린다.

- 루마니아 정교회: 수장은 루마니아 총대주교 겸 발라치아 관구장주교이다. 현 수장은 다니엘 총대주교이다.

- 불가리아 정교회: 수장은 불가리아 총대주교 겸 소피아 대주교이다. 1971년부터 수장직을 맡아온 막심 총대주교가 2012년 11월 6일 타계하고 신임 총대주교 선출을 준비하고 있다.

- 알바니아 정교회: 수장은 티라나 및 전 알바니아 대주교이며 현 수장은 아나스타시오스 대주교이다.

- 세르비아 정교회: 수장은 세르비아 총대주교 겸 베오그라드와 카를로브치 관구장주교 겸 페치 대주교이다. 현 수장은 이리녜 총대주교이다.

- 폴란드 정교회: 수장은 바르샤바 및 전 폴란드 관구장주교이며 현 수장은 사바 관구장주교이다.

- 체코슬로바키아 정교회: 수장은 체코-슬로바키아 관구장주교 겸 프라하 대주교이며 현 수장은 크리슈토프 관구장주교이다.

- 키프로스 정교회: 수장은 네아 유스티아니아 및 전 키프로스 대주교이다. 현 수장은 크리소스토모스 2세 대주교이다. 키프로스 교회의 수장은 1977년 마카리오스 대주교가 사망할 때까지 키프로스의 세속 정치권까지 담당하던 존재였다. 그 이유는 오스만 투르크 지배 당시 키프로스의 그리스계 인들의 밀레트를 지도하던 이가 키프로스의 대주교였기 때문이었다.

#### 자치 교회
자치교회(自治敎會)는 행정적으로 완전한 자치가 가능하나, 지역공의회를 소집할 권한이 없고 모(母)교회에 소속되어 수장을 임명받는 교회이다. 현재 총 6개의 교회가 자치교회로 인정받았으며 좀 더 세분화된 교회조직에서는 자치권교회와 구분하여 (예를 들면 러시아 교회 내에서 이 용어를 사용함)자치독립교회로 부르는 경우가 있다.
- 시나이 정교회: 예루살렘 총대주교청 소속이며 시나이와 라이투 대주교가 수장이다. 현 수장은 다미아노스 대주교이다. 시나이 교회 수장은 동시에 성 카테리나(캐서린) 수도원의 대수도원장을 겸임한다.

- 핀란드 정교회: 콘스탄티누폴리스 총대주교청 소속이며 카렐리야 및 전 핀란드 대주교가 수장이다. 현 수장은 레오 대주교이다.

- 에스토니아 사도 정교회: 콘스탄티누폴리스 총대주교청 소속이며 탈린 및 전 에스토니아 관구장주교가 수장이다. 현 수장은 스테파누스 관구장주교이다.

- 일본 정교회: 모스크바 총대주교청 소속이며 도쿄 대주교 겸 전 일본 관구장주교가 수장이다. 현 수장은 다니이루 관구장주교이다. 특히 하코다테 성당 건물이 잘 알려져 있다. 정교회 한국대교구가 선교구 시절에 일본자치교회 산하에 있었다.

- 중국 정교회: 1956년 모스크바 총대주교청에서 자치교회로 승격하였으나 문화대혁명 등의 공산주의 운동과 중국정부가 인준한 종교에 포함되지 않아 사실상 붕괴상태이다. 베이징과 상하이에 대교구가 설치되어 있었으며 러시아 정교회의 성인인 샌프란시스코의 성 요한이 상하이의 대주교였다.

## 같이 보기
- 한국 정교회
- 한국 정교회의 성인 달력
- 아시리아 동방교회
- 오리엔트 정교회